# 乔布伦代克
乔布伦代克，是匈牙利维斯普雷姆州许迈吉区所辖的一个村，总面积44.94平方公里，2010年1月1日是，该村总人口为3041，人口密度为67.7人/平方公里。